# Путь к причалу
«Путь к прича́лу» — советский художественный фильм режиссёра Георгия Данелии, снятый в 1962 году. Является экранизацией одноимённой повести Виктора Конецкого.

## Сюжет
Васька (Александр Метёлкин), пятнадцати с половиной лет, попадает на спасательный буксир «Кола». Цель у Васьки — добраться до Мурманска.
В первые минуты на судне он увидел сурового и неразговорчивого боцмана Зосиму Семёновича Росомаху (Борис Андреев). Васька симпатизирует боцману. Между боцманом и вахтенным рулевым Маратом Чепиным (Валентин Никулин) состоялся спор: кто проиграет матч в настольный футбол, должен сбрить половину уса, а вторую его половину не трогать до отхода из Мурманска. В момент подведения итогов игры Васька поддерживает боцмана, и тот выигрывает спор.
Неугомонный Васька на предыдущем месте работы умудрился поломать дизель. Свою страсть к изучению техники он не оставляет и на буксире. Тем не менее он случайным образом затапливает каюту старпома, а сам в это же время сваливается за борт. Боцман Росомаха прыгает за борт и спасает Ваську. Капитан принимает решение списать Ваську на берег, но Васька очень просит оставить его на буксире, поскольку хочет ходить на нём и быть спасателем. Ваську оставляют на буксире учеником моториста.
«Кола» должна идти на дальние острова за судном «Полоцк», которое стоит там повреждённое со времён Великой Отечественной войны. Перед выходом в море Росомаха ссорится с фронтовым другом, напивается и оказывается в медвытрезвителе, где ему попадается пропойца Великанкин (Георгий Вицин). Старпому приходится выручать Росомаху из вытрезвителя.
Росомаха идёт от вытрезвителя к порту и по дороге встречается с Марией (Любовь Соколова), которая когда-то работала на сейнере вместе с ним. Мария говорит, что у неё от него есть сын Андрей. Зосима погружается в раздумья. Мария уезжает на автобусе, но вечером того же дня Росомаха находит её. Они приходят к Марии домой, Росомаха хочет увидеть сына, но не застаёт его дома — тот убежал на танцы. Росомаха пытается объясниться с Марией, добиться, чтобы она его простила и приняла вновь, но разговор не получается.
Буксир выходит в море и спустя какое-то время швартуется к «Полоцку». На этом судне с Росомахой некогда ходил и капитан «Колы» Гастев (Олег Жаков). Боцман с капитаном осматривают старое судно, вспоминают погибших товарищей.
На «Полоцк» высаживается команда во главе с Росомахой. В команде Васька, Чепин, Бруно (Бруно Оя). Судно даёт течь, и всё время пути они должны откачивать воду и стоять у штурвала. Суда отправляются в путь. «Полоцк» не имеет своего хода и идёт на буксире за «Колой». Передают штормовое предупреждение. На «Полоцке» ломается помпа, откачивающая воду. Боцман спускается в трюм к Ваське узнать, как дела. Завязывается разговор, и боцман, успевший полюбить Ваську, обещает по возвращении в Мурманск познакомить его с сыном.
Несмотря на шторм, Росомаха передаёт на «Колу», что всё в порядке и судно готово идти.
Приходит радиограмма, что в тридцати милях от «Колы» гибнет лесовоз «Одесса»: он потерял ход, и его штормом несёт на Канинские рифы. Капитан «Колы» связывается с Росомахой и рассказывает ему обо всём. Выход у них только один: «Кола» должна оставить «Полоцк» и полным ходом идти для спасения лесовоза. В то же время если «Полоцк» не удерживать носом к волне, он ляжет на борт и начнёт черпать воду, а это для судна и для экипажа — верная гибель. Росомаха не хочет обсуждать это с командой, однако рация включена, и команда (кроме Васьки, который возится в трюме у помпы) узнаёт обо всём. Росомаха против того, чтобы отдать буксирный трос — он «наигрался со смертью», ему надо обязательно «вернуться к своему причалу».
В столь острый момент команда делится на два лагеря: Бруно и Чепин за то, чтобы трос отдать; Васька же, не знающий о ситуации, поддерживает Росомаху. Чепин страстно призывает к самопожертвованию во имя спасения человеческих жизней, Росомаха ему яростно возражает, и тогда Васька произносит всего лишь одну фразу: «Не хотел бы я иметь такого отца». Услышав её, Росомаха сам принимает решение и рубит трос — теперь «Кола» может полным ходом идти на выручку лесовозу.
Росомаха даёт распоряжения на случай гибели судна: «Кого выбросит живым на берег, идите вправо, там маяк, там спасётесь». 
Напоследок удалось связаться с "Колой", Росомаха говорит что они идут к ним на помощь.
«Полоцк» выбрасывает на скалы, почти всё судно уходит под воду, на поверхности остаются только нос и рубка судна. Все четверо членов команды живы,  ждут на ледяном ветру. Раненый Росомаха (он ударился головой, когда пытался закрепить трос на берегу) в конце  бьет в колокол (но в книге  Росомаха умирает, хотя помощь уже близка).

## В ролях
- Борис Андреев — Зосима Семёнович Росомаха, боцман «Колы»
- Олег Жаков — Георгий Александрович Гастев, капитан «Колы»
- Любовь Соколова — Мария, бывшая возлюбленная Росомахи
- Александр Метёлкин — Васька Метёлкин, уборщик на «Коле»
- Валентин Никулин — Марат Чепин, вахтенный рулевой
- Бруно Оя — Бруно, матрос
- Ада Шереметьева[1] — Майка, кок
- Игорь Боголюбов — Геннадий Борисович, старпом
- Виктор Колпаков — стармех
- Георгий Вицин — Великанкин, алкоголик-интеллигент в вытрезвителе
- Григорий Гай — Антон Никифоров, однорукий однополчанин Росомахи
- Людмила Иванова — жена однорукого
- Семён Колченаев — Герасим, чукотский охотник
- Ольга Маркина — мать Васьки, крановщица в порту
- Павел Винник — радист
- Алексей Бахарь — лейтенант милиции, дежурный в вытрезвителе
- Александр Бродский — моряк в порту
- Валерий Бабятинский — молодой моряк (в титрах не указан)
- Сергей Никоненко — дежурный в вытрезвителе (в титрах не указан)

## Съёмочная группа
- Режиссёр-постановщик: Георгий Данелия
- Сценарист: Виктор Конецкий
- Оператор: Анатолий Ниточкин
- Художник: Александр Борисов
- Композитор: Андрей Петров
- Режиссёр: Л. Басов
- Редактор: М. Качалова
- Звукооператор: Е. Фёдоров
- Комбинированные съёмки:
  - Оператор: Борис Травкин
  - Художник: М. Семёнов
    - Ассистент художника: Эдуард Маликов (в титрах не указан)
- Режиссёр-монтажёр: М. Тимофеева
- Второй оператор: К. Новиков
- Консультант: В. Стулов
- Грим: Л. Грушиной
- Художник-декоратор: Юрий Кладиенко
- Костюмы: Л. Мочалиной, М. Филипповой
- Директор картины: Дмитрий Зальбштейн
- Государственный симфонический оркестр кинематографии
  - Дирижёр: Юрий Силантьев

## Факты о фильме
- Это вторая полнометражная работа Георгия Данелии.
- Большая часть съёмок проходила в Мурманске.
- Режиссёр взял сценарий Конецкого в Первом творческом объединении. Позже писатель, живший в Ленинграде, приехал в Москву на подписание договора, а вечером он пришёл к Данелии знакомиться. Конецкий обиделся на Данелию, узнав, что того интересует больше настроение и антураж на судне, нежели история Росомахи[2].
- Конецкий и Данелия провели в одной каюте два с половиной месяца на сухогрузе «Леваневский», изучая сценарий[2].
- «Путь к причалу» — первая совместная работа Данелии и композитора Андрея Петрова. Его Данелии порекомендовала музыкальный редактор «Мосфильма» Раиса Лукина. Петров приехал из Ленинграда в Москву, показал Данелии первые наброски главной темы, однако режиссёра представленный вариант не устроил.
  - Мелодия «Песни о друге» была принята лишь с тринадцатого раза, тем не менее музыка не понравилась главному музыкальному редактору, который назвал её «не советской». Ситуацию с подачи Раисы Лукиной спас сам Георгий Данелия, сказав, что поскольку события происходят в Арктике, то создатели фильма использовали мелодии народных песен чукчей. Стихи написал известный поэт, бывший моряк Григорий Поженян. В то же время в мелодии Петрова было три такта, а в стихах Поженяна — на 1 меньше. Поэт потребовал, чтобы Петров выкинул лишний такт. Узнав об этом, Андрей Павлович прислал телеграмму:

Москва. Мосфильм. Данелия. Я написал тринадцать вариантов мелодии, пусть этот Жеженян заменит одно слово!— Данелия Г. Н. Безбилетный пассажир: «байки» кинорежиссёра. — М.: Эксмо, 2006
 Узнав про телеграмму, Григорий Михайлович пришёл в ярость и рвался в Ленинград разобраться с композитором «по-мужски». Конфликт был улажен — Поженяну сказали, что фамилию перепутало телеграфное агентство. В итоге песню, которая впоследствии получила название «Песня о друге», оставили без изменений, а в фильме её поют актёры Валентин Никулин и Бруно Оя. Позднее песню исполняли Эдуард Хиль, Муслим Магомаев, Олег Анофриев, в «Старых песнях о главном» — Николай Расторгуев и на французском — Энрико Масиас.
Виктор Конецкий в романе-странствии «За доброй надеждой» сетовал: "Единственная современная трагедия, попахивающая Шекспиром, — «Путь к причалу» — испорчена композитором Андреем Петровым и поэтом Поженяном. Они сочинили популярную песню с художественным свистом. Чтобы заставить человека вспомнить трагедию, мне приходится говорить: «Помните, там есть песня: „…друг мой — третье моё плечо — будет со мной всегда…“» — «А! — говорит зритель. — Как же! Помню!». Действительно, попробуй такое забыть — третье плечо! Из какого места оно произрастает?"
- Актёр Борис Андреев в сцене, где боцман на берегу бьёт волны ногами, снимался без дублёра. Эпизод снимался на Кильдине, поскольку в Мурманске не открытое море, а узкий Кольский залив. Сняли 14 дублей, при этом было очень холодно, а одежда у Андреева была вся мокрая[2].

- В Мурманске в 2016 году был установлен памятник «Морскому волку» — парковая скульптура, внешне похожая на актёра Бориса Андреева в образе главного героя фильма — боцмана Зосимы Семёновича Росомахи[4].